# Lilith Saintcrow
Œuvres principales
- Série Dante Valentine
- Série Une aventure de Jill Kismet

Lilith Saintcrow, née en 1976 au Nouveau-Mexique, est une auteure américaine de fantasy. Elle vit à Vancouver dans l'État de Washington, avec son mari, ses deux enfants et de nombreux chats. Lilith écrit sous divers pseudonymes (Anna Beguine et Lili St. Crow).

## Œuvres

### Sous le nom de Lilith Saintcrow

#### SérieWatcher
1. (en) Dark Watcher, 2004
2. (en) Storm Watcher, 2005
3. (en) Fire Watcher, 2006
4. (en) Cloud Watcher, 2006
5. (en) Mindhealer, 2008

#### SérieSociety
1. (en) The Society, 2005
2. (en) Hunter, Healer, 2005

#### SérieDanny Valentine
1. Le Baiser du démon, Orbit, 2001 ((en) Working for the Devil, 2006)Réédition en format poche en septembre 2011 par Le Livre de poche, no 32343
2. Par-delà les cendres, Orbit, 2011 ((en) Dead Man Rising, 2006)Réédition en format poche en février 2012 par Le Livre de poche, no 32480
3. À la droite du diable, Orbit, 2011 ((en) The Devil's Right Hand, 2007)Réédition en format poche en février 2013 par Le Livre de poche
4. Terminus Saint-City, Orbit, 2012 ((en) Saint City Sinners, 2007)Réédition en format poche en septembre 2013 par Le Livre de poche
5. (en) To Hell and Back, 2008

#### SérieUne aventure de Jill Kismet
1. Mission nocturne, Orbit, 2011 ((en) Night Shift, 2008)Réédition en format poche en novembre 2012 par Le Livre de poche
2. La Prière du chasseur, Orbit, 2011 ((en) Hunter's Prayer, 2008)Réédition en format poche en novembre 2013 par Le Livre de poche
3. (en) Redemption Alley, 2009
4. (en) Flesh Circus, 2009
5. (en) Heaven's Spite, 2010
6. (en) Angel Town, 2011

#### SérieEmma Bannon & Archibald Clare
1. Le Mystère du drake mécaniste, Le Livre de poche, 2013 ((en) The Iron Wyrm Affair, 2012)
2. (en) The Red Plague Affair, 2013
3. (en) The Ripper Affair, 2014

#### SérieRomance of the Arquitaine
1. (en) The Hedgewitch Queen, 2011
2. (en) The Bandit King, 2012

#### SérieGallow and Ragged
1. (en) Trailer Park Fae, 2015
2. (en) Roadside Magic, 2016

#### SérieThe Dead God's Heart
1. (en) Spring's Arcana, 2023
2. (en) The Salt-Black Tree, 2023

#### SérieBlack Land's Bane
1. (en) A Flame in the North, 2024
2. (en) The Fall of Waterstone, 2024

#### Romans indépendants
- (en) Steelflower, 2008
- (en) The Demon's Librarian, 2009
- La Morsure du loup, Harlequin, collection Nocturne, 2011 ((en) Taken, 2011)
- (en) The Damnation Affair, 2012
- (en) Blood Call, 2015
- (en) Cormorant Run, 2017
- (en) Desires, Known, 2017
- (en) Afterwar, 2018
- (en) Rattlesnake Wind, 2018

#### Recueils de nouvelles
- (en) Unfallen, 2011

#### Divers
- Pour le pire, Milady, 2011 ((en) Half of Being Married, 2007)Nouvelle publiée dans l'anthologie Lune de miel, lune de sang

### Sous le pseudonyme de Lili St. Crow

#### SérieStrange Angels
1. Strange Angels, Castelmore, 2011 ((en) Strange Angels, 2009)
2. Trahisons, Castelmore, 2012 ((en) Betrayals, 2009)
3. (en) Jealousy, 2010
4. (en) Defiance, 2011
5. (en) Reckoning, 2011

### Sous le pseudonyme de Anna Beguine
- (en) Smoke, 1997
- (en) Mirror, 1997